# Список умерших в 1420 году

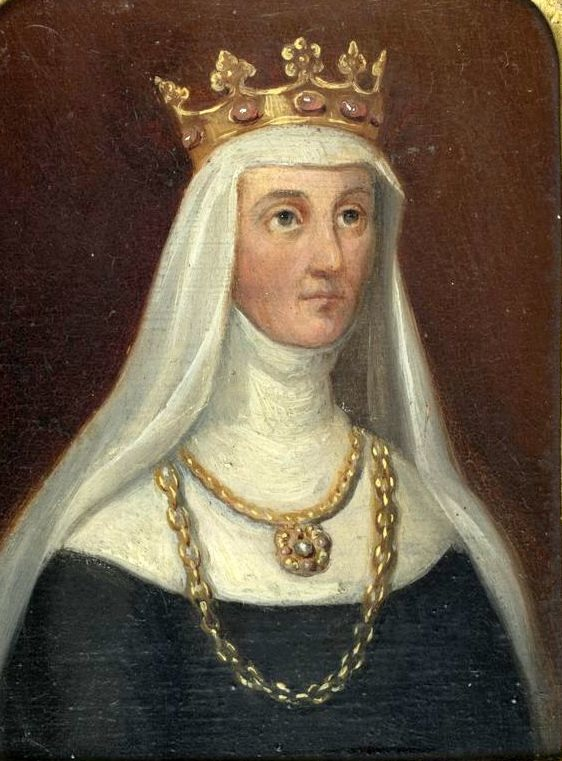
Эльжбета Грановская

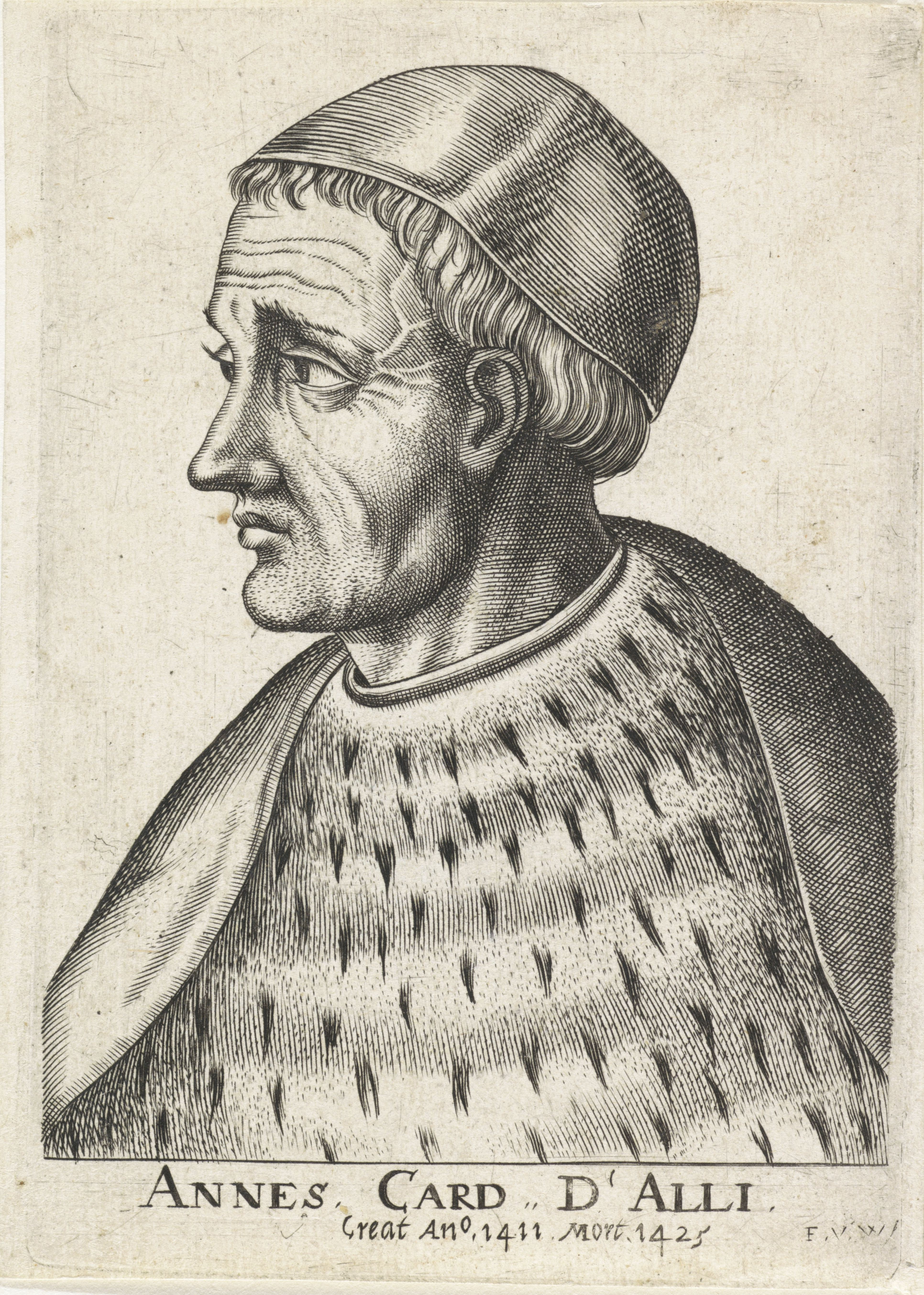
Пётр д’Альи

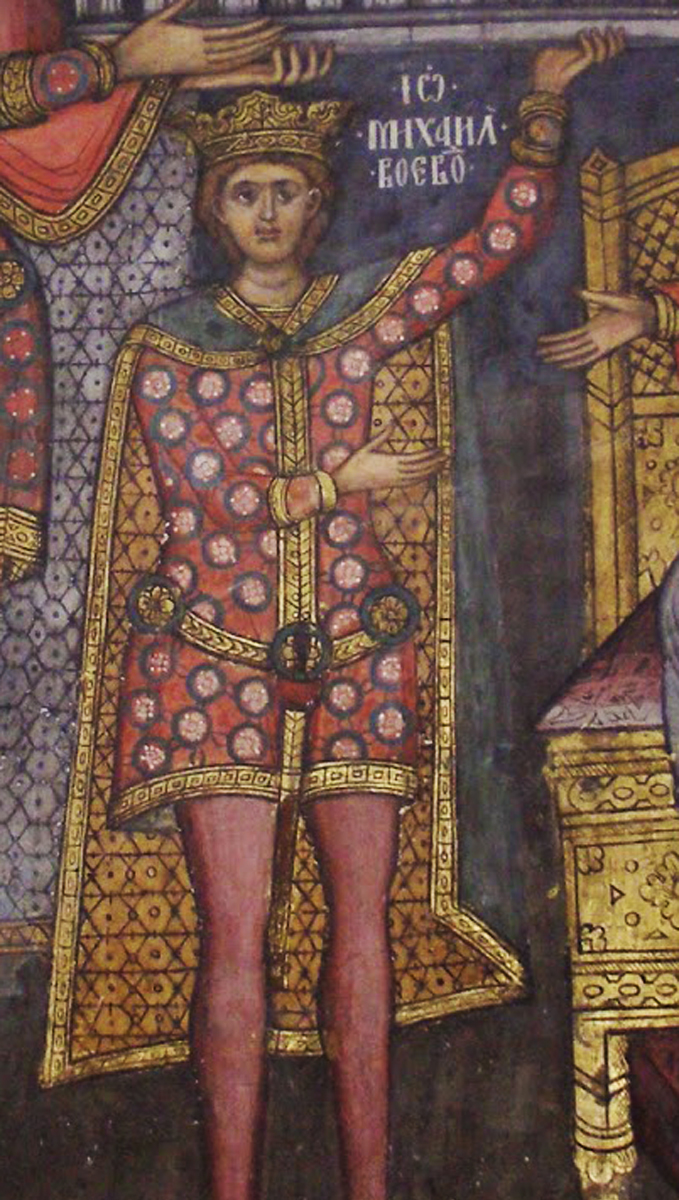
Михаил I

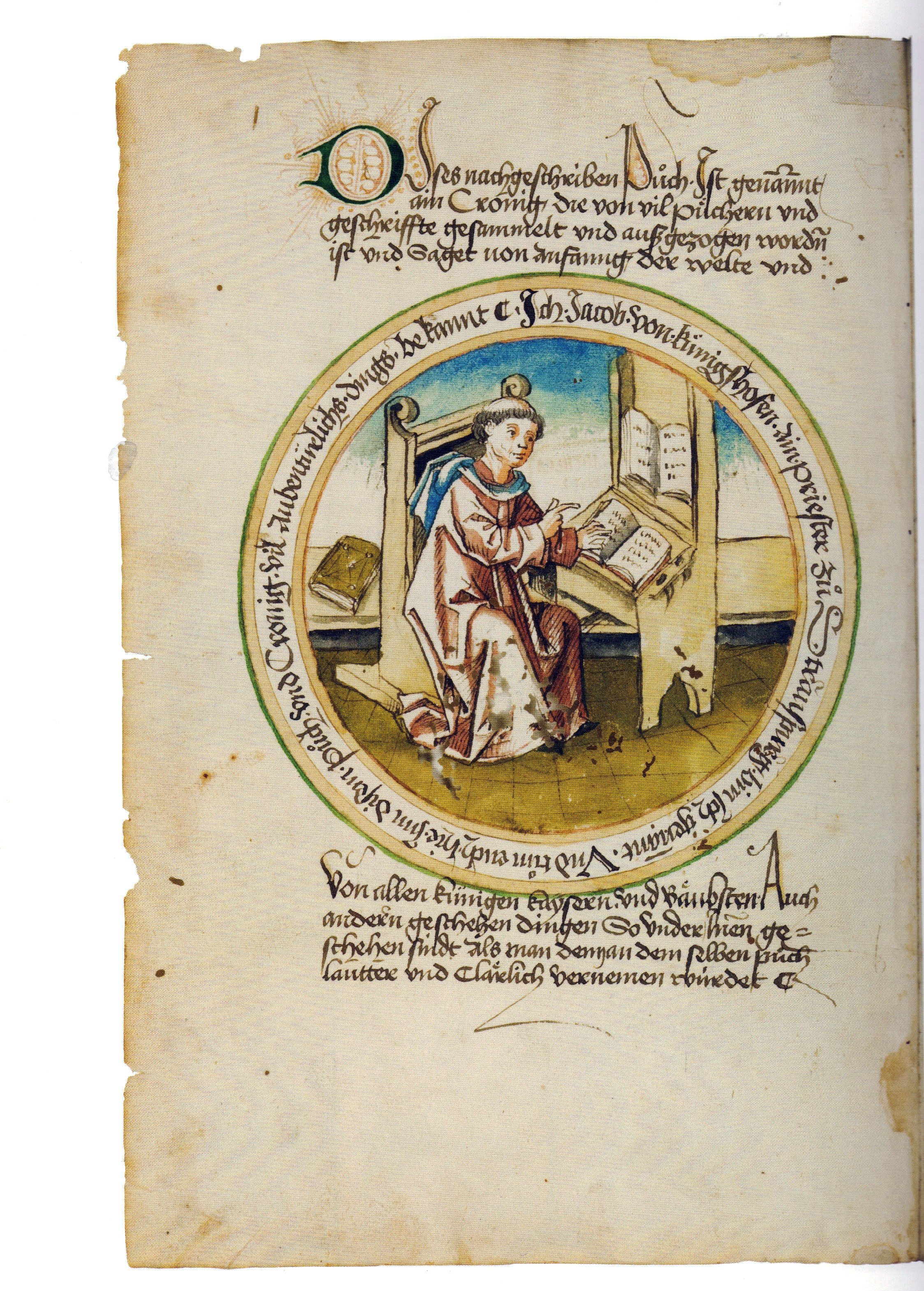
Якоб Твингер фон Кёнигсхофен

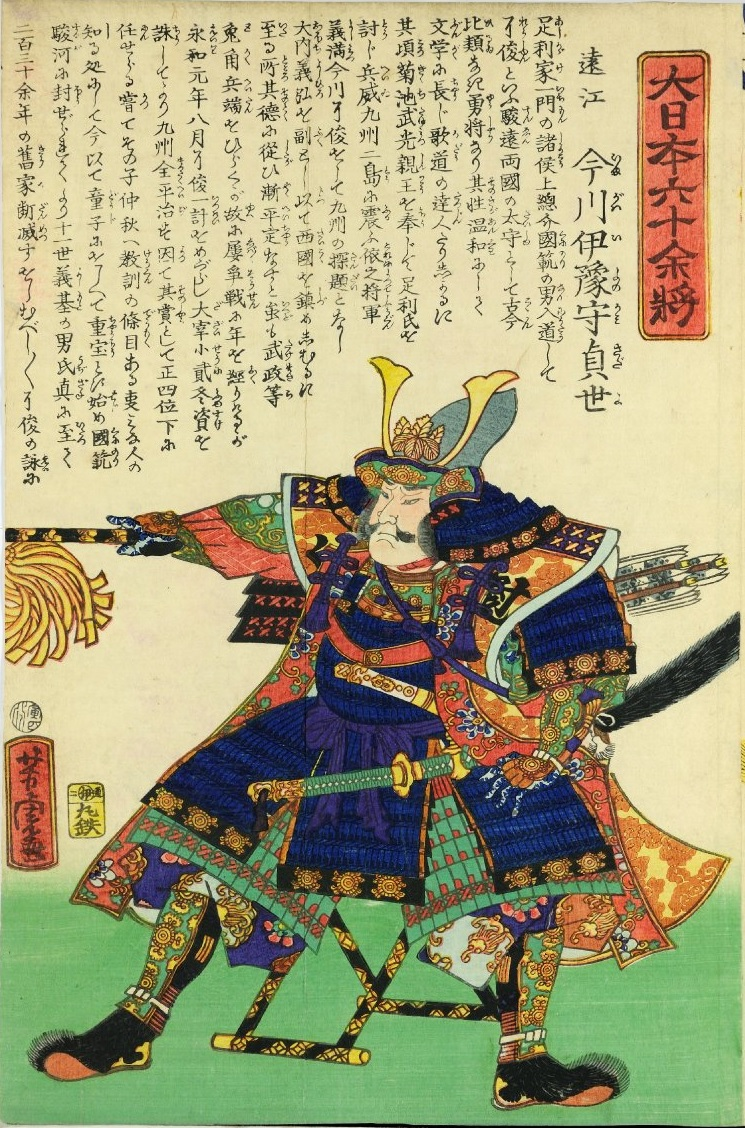
Имагава Садаё

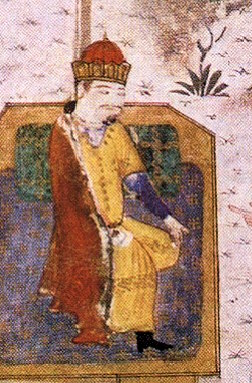
Кара Юсуф

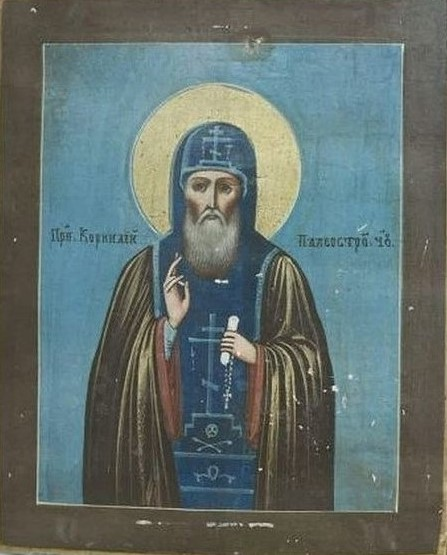
Корнилий Палеостровский

В этой статье представлен список известных людей, умерших в 1420 году.
См. также: Категория:Умершие в 1420 году

## Март
- 11 марта — Генрих II Зембицкий — князь Зембицкий (вместе с братом Яном) (1410—1420).

## Май
- 12 мая — Эльжбета Грановская — королева-консорт Польши (1417—1420), третья жена короля Владислава II Ягайло.
- 28 мая — Уильям Буршье — английский рыцарь и дипломат, член парламента Англии от Эссекса (1404), 1-й граф д’Э (с 1419).
- Джон Невилл — барон Невилл (1397—1420), родоначальник ветви Невиллов из Уэстморленда.

## Июнь
- 6 июня — Катарина Опольская (53) — польская принцесса из Опольско-Ратиборской линии династии Силезских Пястов, дочь князя Опольского Владислава Опольчика, княгиня-консорт Глогува и Сцинавы (1395—1397), жена князя Генриха VIII Врубеля, Княгиня Прудницкая (вдовий удел) (1397—1410), владелица Кожухува и Зелёна-Гуры (1378—1410).
- 11 июня — Иоганн III — бургграф Нюрнберга (1397—1420), первый маркграф Бранденбург-Кульмбаха (1398—1420)

## Июль
- 25 июля — Люббе Зибетс — восточнофризский хофтлинг (вождь) Бурхафе в Бутъядингене.

## Август
- 9 августа — Пьер д’Альи — Великий раздатчик милостыни Франции (1391—1408), епископ Ле-Пюи-ан-Веле (1395—1396), епископ Камбре (1396—1411), псевдокардинал-священник Сан-Кризогоно (1411—1417), кардинал-священник Сан-Кризогоно (1417—1419), философ, теолог, представитель поздней схоластики.
- 15 августа — Михаил I — воевода Валахии из династии Басарабов (1417—1420); погиб в бою в междоусобной войне.
- 18 августа — Вонгён-ванху (55) — чосонская королева-консорт, первая жена вана Тхэджона.
- 29 августа — Ричард ле Скруп (26) — английский аристократ, 3-й барон Скруп из Болтона (с 1403), участник Столетней войны.

## Сентябрь
- 3 сентября — Роберт Стюарт — шотландский аристократ, а затем принц, граф Ментейт (с 1361), граф Файф (с 1371), 2-й граф Бьюкен (1394—1406), первый герцог Олбани (с 1398), граф Атолл (1403—1406), регент Шотландии (1388—1393, 1401—1420).
- 26 сентября — Коппен Яргес — фризско-гронингенский хофтлинг (вождь), бургомистр города Гронинген в течение нескольких периодов, во время Великой фризской войны — лидер партии схирингеров; убит.

## Октябрь
- 25 октября — Хьюго де Стаффорд — английский аристократ, барон Буршье (по праву жены) (с 1409/1410), 1-й барон Стаффорд (с 1411), рыцарь ордена Подвязки (с 1418).

## Ноябрь
- 27 ноября — Хью Бёрнеллл — английский аристократ, 2-й барон Бёрнелл (с 1383), кавалер ордена Подвязки.

## Декабрь
- 24 декабря — Микулаш из Гуси — один из зачинателей гуситского движения, руководитель таборитов, гетман; умер в результате несчастного случая (падение с лошади).
- 27 декабря — Якоб Твингер фон Кёнигсхофен — немецкий священник, папский нотариус и хронист из Страсбурга (Эльзас), автор «Всемирной хроники».

## Дата неизвестна или требует уточнения
- Абу Саид Усман III — маринидский султан Марокко (1398—1420); убит в междоусобной борьбе.
- Генри II Синклер — граф Оркнейский (1400—1420), вассал Норвегии и Шотландии.
- Григорий Цамблак — болгарский писатель и книжник, ученик Евфимия Тырновского, представитель Тырновской книжной школы, деятель православной церкви, митрополит Киевский (1415—1420).
- Джордж Данбар — шотландский барон, граф Данбар и граф Марч (c 1368), активный участник войн между Англией и Шотландией.
- Джеймс Дуглас — шотландский магнат, барон Далкит (с 1369/1370).
- Епифаний Премудрый — православный святой, агиограф, составитель житий преподобного Сергия Радонежского и Стефана Пермского (ддата смерти предположительна).
- Иван Фёдорович Собака — московский боярин, воевода на службе у московских князей Дмитрия Донского и его сына Василия Дмитриевича, родоначальник нескольких дворянских родов (Травины, Скрябины, Осокины и др.)
- Имагава Садаё — японский полководец, поэт и писатель.
- Йиндржих из Градца — чешский аристократ из южночешского феодального рода панов из Градца, генеральный приор Чешской провинции ордена иоаннитов (1401—1420), один из командующих войсками католической партии в битве при Судомерже; умер от ранения полученного в битве.
- Кара Юсуф — султан государства Кара-Коюнлу (1389—1420)
- Корнилий Палеостровский — святой Русской православной церкви, преподобный, основатель Палеостровского Рождественского монастыря
- Жан Кретон— французский рыцарь, историк и поэт.
- Мир Али Тебризи — персидский каллиграф, традиционно считаемый создателем почерка насталик.
- Мухаммед Парса— мусульманский богослов, представитель ханафитской школы и суфийский мистик, принадлежавший к братству накшбандийа (и ставший его фактическим лидером), а также учёный-правовед (возможно умер в 1419 году).
- Джакомо Фрегозо — Дож Генуи (1390—1391).
- Эндрю Уинтонский, шотландский хронист и поэт, монах-августинец, приор монастыря Святого Сервана в Лохливене, автор метрической «Изначальной хроники Шотландии».